# المجال التنظيمي
المجال التنظيمي يُعرَّف على أنه «مجموعات من المنظمات التي تشكل في المجمل مجالًا معترفًا به للحياة المؤسسية؛ والموردين الرئيسيين، ومستهلكي الموارد والمنتجات، والوكالات التنظيمية، والمنظمات الأخرى التي تنتج خدمات أو منتجات مماثلة».